# Tapia (Uruguay)
Tapia es un pueblo uruguayo del departamento de Canelones, y forma parte del municipio canario de San Jacinto.

## Ubicación
La localidad se encuentra situada en la zona oeste del departamento de Canelones, al oeste del arroyo Solís Chico, sobre la ruta 88. Dista 12 km de la ciudad de San Jacinto y 64 km de Montevideo.

## Población
| 318           | 226 | 273 | 213 | 500 |
| (Fuente: INE) |     |     |     |     |

## Historia
En las tierras donde actualmente se ubica Tapia, existía en 1870 una estancia propiedad del Coronel Manuel Figueredo. Los primeros vecinos de la estancia fueron el comerciante Juan Félix Gutiérrez y Ramón Méndez.
En 1886 se extendió la vía férrea desde Pando en dirección a Minas y el 20 de octubre de 1887 se habilitó el servicio regular de trenes. A la estación se le adjudicó el nombre de Tapia en honor al Doctor José Tapia, íntimo amigo del Coronel Figueredo. En algún momento se intentó cambiar el nombre de Tapia por el de Figueredo pero el ferrocarril no accedió al pedido popular.
En 1928 se lotearon los primeros solares con la intención de fundar el pueblo Coronel Manuel Figueredo, pero la denominación catastral mantuvo el topónimo utilizado por la North Eastern Uruguay Railway.